# Ousman Manneh
Ousman Manneh (* 10. März 1997 in Jinack Kajata) ist ein gambischer Fußballspieler. In der Saison 2016/17 bestritt er einige Spiele in der Bundesligamannschaft von Werder Bremen, nachdem dort einige Stürmer verletzt ausgefallen waren.

## Leben

### Jugend und Flucht nach Deutschland
Ousman Manneh wurde 1997 in der kleinen Ortschaft Jinack Kajata im Distrikt Lower Niumi in der nordgambischen Region North Bank geboren. Ab 2004 spielte Manneh in seiner Heimat bei der Rush Soccer Academy in Bakau Fußball. Dort wurde er von dem ehemaligen Nationalspieler Abdoulie Bojang trainiert.
Im Alter von 17 Jahren floh Manneh aus der Diktatur in Gambia nach Bremen, wo er in einem Flüchtlingsheim in Lesum unterkam. Bei einem Sichtungstraining des Blumenthaler SV überzeugte der Stürmer und schloss sich daraufhin dem Verein an. Ab Sommer 2014 kam er für den Blumenthaler SV regelmäßig in der A-Jugend-Regionalliga zum Einsatz. Dort zeigte er gute Leistungen, erzielte regelmäßig Tore und machte damit mehrere Klubs auf sich aufmerksam. Darunter war auch der Bundesligist Werder Bremen.

### Wechsel zu Werder Bremen
Ab Beginn des Jahres 2015 trainierte Manneh regelmäßig bei Werder Bremen. Offiziell war der Wechsel jedoch aufgrund der FIFA-Statuten erst nach seinem 18. Geburtstag möglich. Im März 2015 unterzeichnete er schließlich einen Vertrag bei Werder Bremen.
Am 13. März debütierte er für die zweite Mannschaft der Bremer im Regionalligaspiel gegen den TSV Havelse. Insgesamt bestritt er bis zum Sommer drei Regionalligaspiele, in denen er jeweils eingewechselt wurde und ohne Torerfolg blieb. Wegen einer Knieverletzung fiel er acht Wochen aus. Zudem absolvierte Manneh im März 2015 ein Spiel mit den A-Junioren (U19) in der A-Junioren-Bundesliga. Im Sommer 2015 stieg er mit der Werder Bremen II in die 3. Liga auf. Sein erstes Pflichtspieltor für Werder Bremen erzielte er am ersten Spieltag der Saison 2015/16 am 25. Juli 2015 beim 2:1-Auswärtssieg gegen den FC Hansa Rostock. Drei Tage später stand er in einem Testspiel gegen den Landesligisten SV Wilhelmshaven erstmals im Kader der Profimannschaft, da Cheftrainer Viktor Skripnik seine Stammspieler schonen wollte. Manneh wurde in der 60. Minute eingewechselt und erzielte innerhalb von 15 Minuten vier Tore. In der Saison 2015/16 war er fester Bestandteil der 2. Mannschaft, auch wenn er häufig nur als Einwechselspieler zum Einsatz kam.
Auch zu Beginn der Saison 2016/17 kam er zunächst in der 3. Liga zum Einsatz. Dies änderte sich mit der Entlassung Skripniks, nach der Alexander Nouri zunächst zum Interims- und später zum Cheftrainer der Bundesligamannschaft ernannt wurde. In Nouris erstem Spiel am 21. September 2016 gegen den 1. FSV Mainz 05 stand Manneh in der Startelf und gab damit sein Pflichtspieldebüt für die Profis. Dabei profitierte er auch von zahlreichen Ausfällen der etablierten Stürmer. Auch in den folgenden Spielen stand Manneh jeweils in der Startelf. Am 15. Oktober 2016 schoss er beim 2:1-Heimsieg gegen Bayer 04 Leverkusen sein einziges Bundesligator. Er ist damit der erste Gambier, dem ein Tor in der höchsten deutschen Spielklasse gelang. Insgesamt kam Manneh auf 6 Bundesligaeinsätze (alle von Beginn). In der 3. Liga kam der Stürmer in der Saison 2016/17 auf 20 Einsätze (18-mal von Beginn), in denen er 4 Tore erzielte.
In der Saison 2017/18 stand Manneh wieder ausschließlich im Kader der zweiten Mannschaft, nachdem eine Leihe zu einem Zweitligisten nicht zustande gekommen war. Er absolvierte bis März 2018 17 Drittligaspiele (15-mal von Beginn), in denen er 5 Tore erzielte und fiel anschließend mit einer Verletzung aus. Mit der zweiten Mannschaft stieg er in die Regionalliga Nord ab. Aufgrund der Verletzung konnte er in der Saison 2018/19 kein Spiel absolvieren. Die Verletzung zog sich auch in die Saison 2019/20, in der Manneh im Dezember 2019 ein Spiel absolvierte. Sein zum Saisonende auslaufender Vertrag wurde nicht verlängert.